# Libellula quadrimaculata
El cabot quadrimaculat' (Libellula quadrimaculata) és un odonat anisòpter de la família dels libel·lúlids. Es distingeix fàcilment gràcies a les marques fosques al node de cada ala, fet característic que li dona el nom a l'espècie. El seu cos és marró en ambdós sexes.

## Distribució
La seva distribució comprèn des d'Europa i el Marroc, a través del nord d'Àsia fins al Canadà i EUA. A la península Ibèrica només és comuna a zones del nord.

## Hàbitat
Viuen en una varietat àmplia d'aigües estancades o de corrent dèbil amb abundant vegetació.

## Període de vol
Els adults es poden veure des de finals de maig fins a mitjans de setembre, amb un màxim d'abundància a principis d'estiu.